# Ulica Spacerowa w Warszawie

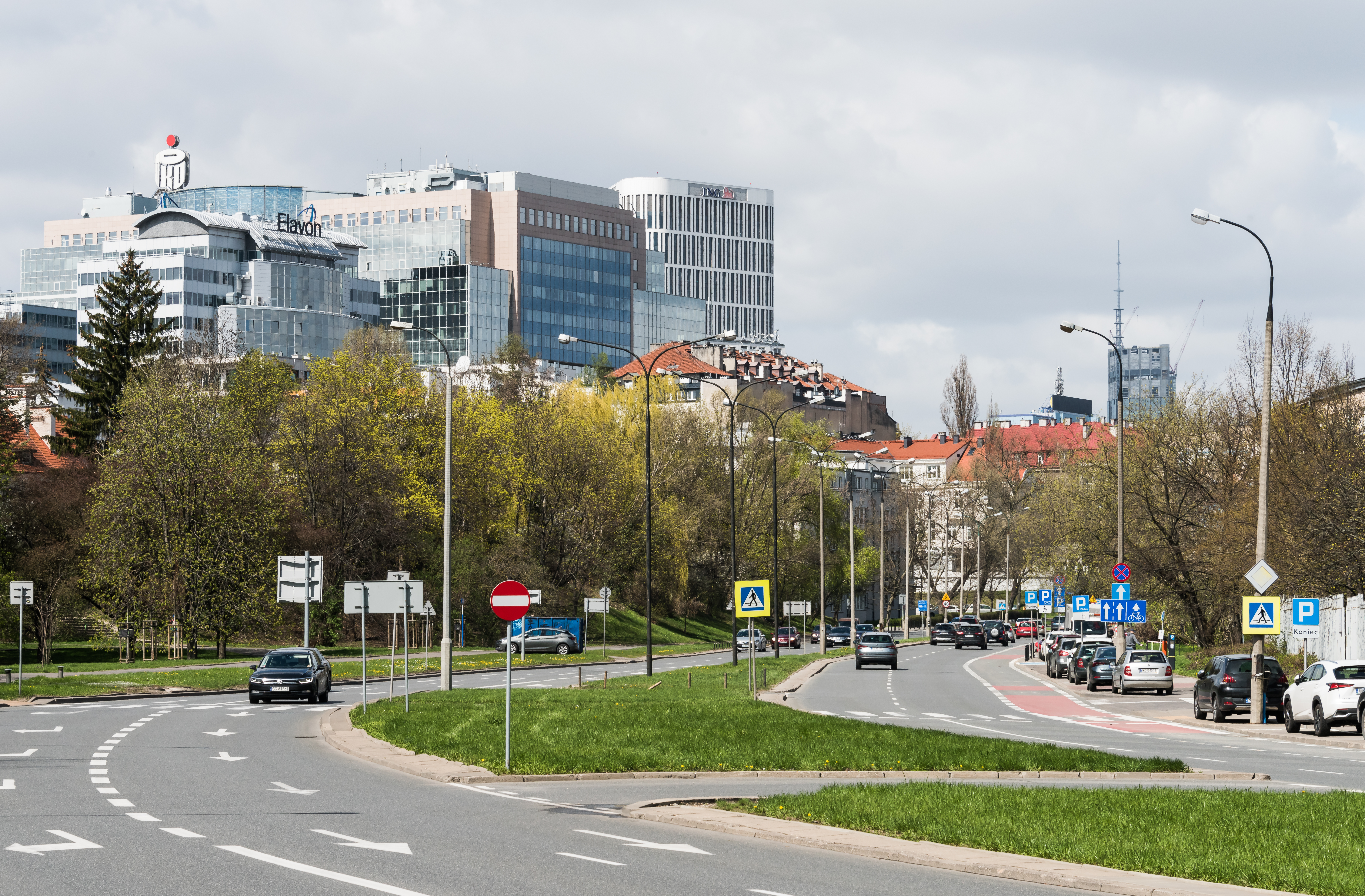
Widok ulicy Spacerowej w kierunku północnym (2021)

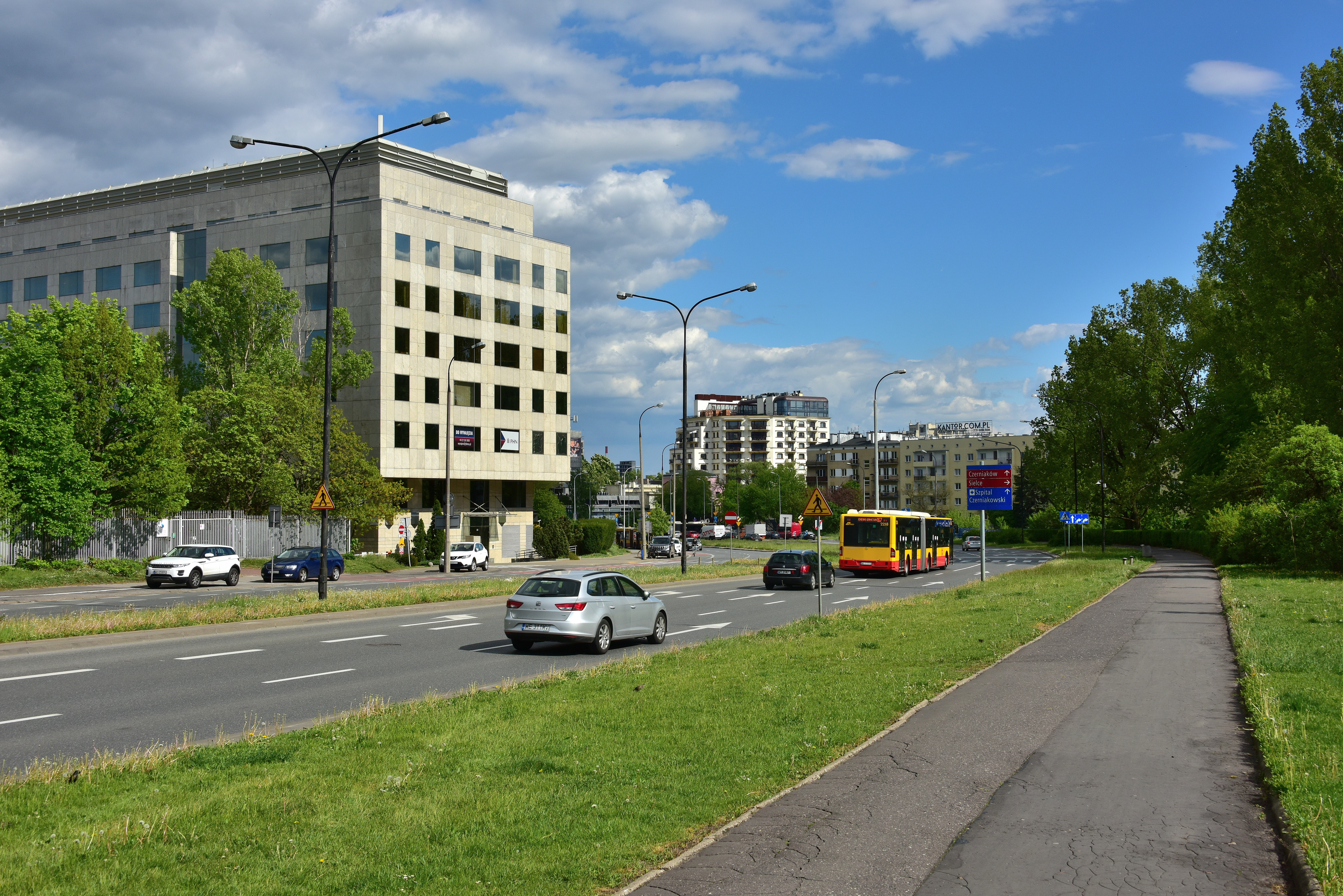
Ulica Spacerowa w pobliżu parku Morskie Oko (2020)

Ulica Spacerowa – ulica w warszawskich dzielnicach Śródmieście i Mokotów, biegnąca od ulicy Belwederskiej do ulicy Klonowej.

## Historia
Nazwa ulicy została nadana uchwałą Rady Miejskiej Warszawy z dnia 27 września 1926. Ulica zawdzięczała swoją nazwę lokalizacji w pobliżu sprzyjających spacerom terenów zielonych, leżących pomiędzy ulicami Parkową i Klonową.
Początkowo ulica przebiegała rozpoczynała się przy ulicy Zawrotnej, krzyżowała się z ulicami Humańską, Słoneczną, Kujawską i kończyła bieg po około 50 metrach, na skrzyżowaniu z ulicą Parkową i torami kolei wilanowskiej przy ogrodzeniu kompleksu ogrodów i stajni belwederskich, mieszczących od około 1930 rezydencję Edwarda Śmigłego-Rydza. 28 sierpnia 1935 przylegający do ulicy Spacerowej odcinek kolei wilanowskiej pomiędzy placem Unii Lubelskiej a stacją Belweder został zlikwidowany, zaś stację końcową przesunięto na ulicę Belwederską.
Pomiędzy 1935 a 1945 ulica została przedłużona o 140 metrów w kierunku północnym, przez teren ogrodów otaczających stajnie belwederskie, i połączona z ulicą Klonową w miejscu jej załamania. Zachodnia część ogrodów została odcięta nowym odcinkiem ulicy od zabudowań belwederskich stajni oraz maneżu i utworzyła publicznie dostępny zieleniec, któremu uchwałą Rady m.st. Warszawy z dnia 16 października 2000 nadano nazwę skwer Tarasa Szewczenki. Od 15 kwietnia 1946 ulica na całej swojej ówczesnej długości, pomiędzy ulicą Zawrotną a ulicą Klonową, była obsługiwana przez komunikację autobusową.
W latach 1954–1955 po wschodniej stronie ulicy wybudowano klasycystyczny gmach ambasady Związku Radzieckiego.
W 1956 rozpoczęto przebudowę ulicy w celu uruchomienia trasy tramwajowej do Wilanowa. 22 maja 1956 poinformowano o planach połączenia nowej linii tramwajowej przebiegającej wzdłuż ulicy Spacerowej z istniejącą linią wzdłuż ulicy Puławskiej poprzez ulicę Skolimowską i odcinek przedwojennej ulicy Parkowej pomiędzy ulicami Chocimską i Spacerową. W lecie 1956 przebudowano jezdnię ulicy Spacerowej i przystąpiono do budowy torów tramwajowych. W sierpniu 1956 odstąpiono od planów budowy torowiska tramwajowego wzdłuż ulicy Skolimowskiej i zdecydowano o wybudowaniu nowego łącznika z ulicą Puławską przez teren wyłączonej z eksploatacji 10 września 1955 zajezdni tramwajowej „Mokotów” przy ulicy Puławskiej 13/15, której zabudowania wyburzono podczas układania torowiska. Łącznikowi temu uchwałą Rady Narodowej m.st. Warszawy z dnia 24 listopada 1961 nadano nazwę ulica Goworka.
20 lipca 1957 oddano do użytku linię tramwajową przebiegającą wzdłuż ulicy Spacerowej na odcinku pomiędzy późniejszą ulicą Belwederską a ulicą Goworka, stanowiącą kontynuację trasy wzdłuż ulicy Nowoparkowej. Dzień wcześniej, 19 lipca, zamknięto ruch pociągów kolei wilanowskiej pomiędzy stacjami Belweder i Wilanów, aby uniknąć krzyżowania w poziomie się torów tramwajowych i kolejowych przy zbiegu ulic Spacerowej, Belwederskiej i Nowoparkowej. Pomimo wybudowania linii tramwajowej, w trakcie przebudowy ulicy nie powstał brakujący odcinek jezdni pomiędzy ulicami Belwederską i Zawrotną, a ruch drogowy nadal kierowany był ulicą Zawrotną.
11 listopada 1973, w związku z budową Wisłostrady, zlikwidowano wybudowaną 16 lat wcześniej linię tramwajową przebiegającą wzdłuż ulicy. Po likwidacji linii tramwajowej, w latach 1973–1976 przeprowadzono przebudowę ulicy, w ramach której wybudowano brakujący odcinek jezdni pomiędzy ulicami Belwederską i Zawrotną, ulicę na odcinku pomiędzy ulicami Belwederską i Goworka poszerzono do dwóch jezdni z trzema pasami ruchu w kierunku północnym i dwoma pasami ruchu w kierunku południowym, pozostawiając odcinek jednojezdniowy jedynie pomiędzy ulicami Goworka i Klonową. Przedłużoną i poszerzoną ulicę oddano do użytku 28 października 1976.
W 2001 otwarto hotel Hyatt Regency Warsaw, wybudowany na północno-zachodnim narożniku skrzyżowania z ulicą Belwederską.
W czasie remontu nawierzchni ulicy przeprowadzonego w dniach 23–25 sierpnia 2013 jeden spośród trzech pasów ruchu na jezdni prowadzącej w kierunku północnym został zastąpiony pasem rowerowym, zaś dla ruchu samochodowego pozostawiono po dwa pasy w każdym kierunku.
W marcu 2022 podpisano umowę na budowę linii tramwajowej do Wilanowa, obejmującą odbudowę torowiska wzdłuż ulicy Spacerowej na odcinku pomiędzy ulicami Belwederską i Goworka. W sierpniu 2022 rozpoczęto prace budowlane. 13 maja 2024 otwarte zostały przebudowane jezdnie ulicy, z których jezdnia zachodnia zachowała dwa pasy ruchu, a jezdnia wschodnia została zwężona do jednego pasa ruchu. Odbudowana linia tramwajowa wzdłuż ulicy została oddana do użytku 14 maja 2024.

## Ważniejsze obiekty
- Regent Warsaw Hotel (dawniej Hyatt Regency Warsaw)
- Park Morskie Oko
- Ambasada Federacji Rosyjskiej
- Państwowy Zakład Higieny
- Skwer Tarasa Szewczenki z pomnikiem poety